# Liste der Herrscher der Isle of Man
Dies ist eine Liste der Herrscher und Regenten der Isle of Man.

## Kingdom of Man and the Isles –Äußeren Hebriden

Skandinavische Königreiche auf den äußeren britischen Inseln um 1200

- Godfred I. mac Fergus, Lord der Hebriden (836–853)

Unterkönige der Wikinger von Dublin:
- Caitill Find
- Tryggvi (870–880)
- Asbjorn Skerjablesi (880–899)
- Gibhleachan (921–937)
- Mac Ragnall (937–942)
- Magnus I. (972–978)
- Gottfried II. (978–989)

Unterkönige der Wikinger von Orkney:
- Harald I. (989–999)
- Gottfried III. (999–1000)
- Ragnald I. (1000–1005)
- Kenneth Godfredson (1005–1014)

Unterkönige der Wikinger von Dublin:
- Sven Kennethson (1014–1034)
- Harald II. der Schwarze (1034–1052)
- Margad Ragnaldson (1052–1061)
- Murchaid mac Diarmait (1061–1070)
- Fingal Godfredson (1070–1079)

Könige der Isle of Man und der Äußeren Hebriden:
- Gottfried IV. (1079–1095)
- Magnus II. (1095–1102)
- Lagman (1102–1104)
- Sigurd (1104–1130)
- Domnall Mc Teige (1114–1115)
- Murchadh O’Brian (1115–1137)
- Olaf I. (1137–1153)
- Gottfried V. (1153–1158)
- Somerled (1158–1164)

Die Äußeren Hebriden lösen sich von der Isle of Man und werden ein unabhängiges Fürstentum.

## Könige der Isle of Man
- Skandinavische Herrscher
  - Gottfried V. (1164)
  - Ragnald (1164)
  - Gottfried V. (1164–1187)
  - Ragnvald I. (1187–1229)
  - Olaf II. (1229–1237)
  - Harald (1237–1248)
  - Ragnvald II. (1249)
  - Harald Godredson (1249–1250)
  - Magnus III. (1252–1265)
- Schottische Herrscher (1265–1275)
- Skandinavische Herrscher
  - Gottfried Magnuson (1275)
- Schottische Herrscher (1275–1290)
- Englische Herrscher (1290–1293)
- Schottische Herrscher (1293–1296)
- Englische Herrscher (1296–1313)
- Schottische Herrscher (1313)
- Englische Herrscher (1333–1504)
  - William Montagu, 1. Earl of Salisbury (1333–1344)
  - William Montagu, 2. Earl of Salisbury (1344–1392)
  - William le Scrope, 1. Earl of Wiltshire (1392–1399)
  - Henry Percy, 1. Earl of Northumberland (1399–1405)
  - John I. Stanley (1405–1414)
  - John II. Stanley (1414–1437)
  - Thomas I. Stanley, 1. Baron Stanley (1437–1459)
  - Thomas II. Stanley, 1. Earl of Derby (1459–1504)

## Lords der Isle of Man
- Thomas III. Stanley, 2. Earl of Derby (1504–1521)
- Edward Stanley, 3. Earl of Derby (1521–1572)
- Henry Stanley, 4. Earl of Derby (1572–1593)
- Ferdinando Stanley, 5. Earl of Derby (1593–1594)

Unter direkter englischer Herrschaft (1594–1610)
- Henry Howard, 1. Earl of Northampton (1607–1608)
- Robert Cecil, 1. Earl of Salisbury (1608–1609)
- William I. Stanley (1610–1612)
- Elizabeth Stanley (1612–1627)
- James I. Stanley (1627–1651)

Unter direkter englischer Herrschaft (1651–1660)
- Charles Stanley, 8. Earl of Derby (1660–1672)
- William II. Stanley, 9. Earl of Derby (1672–1702)
- James II. Stanley, 10. Earl of Derby (1702–1736)
- James Murray, 2. Duke of Atholl (1736–1764)
- John Murray, 3. Duke of Atholl (1764–1765)

Nach 1765 trugen die Monarchen des Vereinigten Königreiches den Titel „Lord of Mann“. Siehe dazu Liste der britischen Monarchen.

## Gouverneure der Isle of Man
- Thomas Gerrard (1595–1596)
- Peter Legh (1596–?)
- John Ireland
- John Greenhalgh (1640–1651)
- William Christian (1656–?)
- Isaac Barrow (1664–?)
- Nicholas Stanley (1696–1701)
- Charles Stanley (1702–1703)
- Robert Mawdesley (1703–1713)
- Charles Stanley (1713)
- Alexander Horne (1713–1723)
- John Lloyd (1723–1725)
- Thomas Horton (1725–1736)
- James Murray (1736–1744)
- Patrick Lindsey (1744–1751)
- Basil Cochrane (1751–1761)
- John Wood (1761–1777)
- Edward Smith (1777–1793)
- James Murray (1793–1828)

## Vizegouverneure der Isle of Man
siehe auch: Vizegouverneur der Isle of Man
- Henry Hope (1773–1775)
- Richard Dawson (1775–1790)
- Alexander Shaw (1790–1804)
- Henry Murray (1804–1805)
- Cornelius Smelt (1805–1832)
- John Ready (1832–1845)
- Charles Hope (1845–1860)
- Mark Hildesley Quayle (1860)
- Francis Stanisby Connat-Pigott (1860–1863)
- Mark Hildesley Quayle (1863)
- Henry Brougham Loch (1863–1882)
- Spencer Walpole (1882–1883)
- Joseph West Ridgeway (1893–1895)
- John Major Henniker-Major (1895–1902)
- George Fitzroy Henry Somerset (1902–1918)
- William F. Fry (1918–1925)
- Claude Hill (1925–1932)
- Montagu Sherard Dawes Butler (1932–1937)
- William Spencer Leveson-Gower (1937–1945)
- Geoffrey Rhodes Bromet (1945–1952)
- Ambrose Dundas Flux Dundas (1952–1959)
- Ronald Herbert Garvey (1959–1966)
- Peter Hyla Gawne Stallard (1966–1974)
- John Warburton Paul (1974–1980)
- Oswald Nigel Cecil (1980–1985)
- Laurence New (1985–1990)
- Laurence Jones (1990–1995)
- Timothy Daunt (1995–2000)
- Ian David Macfadyen (2000–2005)
- Paul Kenneth Haddacks (2005–2011)
- Adam Wood (2011–2016)
- Richard Gozney (2016–2021)
- John Lorimer (seit 2021)